# Sandra Cauffman
Sandra Cauffman (10 de maig del 1962, San José, Costa Rica) és una enginyera elèctrica i física costa-riquenya destacada pel seu treball a la NASA en diferents càrrecs. El seu perfil ha estat destacat per ONU Dones, per ser un exemple positiu per a dones, especialment, joves i nenes. Cauffman té interès en una projecció social que permeti a més joves costa-riquenys, especialment dones, apropar-se a les ciències. Fa relativament poc temps, va convidar a la Fundació Monge per tal que sis joves costa-riquenys poguessin anar a la NASA per presenciar el llançament d'un satèl·lit.

## Orígens
Cauffman va néixer en una llar uniparental d'escassos recursos a Hatillo, Costa Rica, filla de María Jerónima Rojas. Per la situació econòmica de la seva família, es va veure obligada a treballar des d'una edat primerenca per ajudar al sosteniment dels seus.
La seva mare es va encarregar d'educar-la i oferir-li oportunitats per estudiar. Després de graduar-se amb bones notes va decidir ingressar a la Universitat de Costa Rica. Al moment en què desitjà ingressar a la Universitat, pel masclisme imperant de l'època, el conseller d'ingrés a carrera li va indicar que no podia estudiar enginyeria elèctrica pel fet de ser dona i li va dir que "l'enginyeria de dones és l'enginyeria industrial", segons relata l'especialista al periòdic La Nación. Per això, Cauffman va ingressar a enginyeria industrial i va cursar 7 semestres, però el seu interès seguia sense ser aquesta especialitat de l'enginyeria.
La seva mare s'havia casat amb un nord-americà quan Sandra tenia 14 anys i ell s'havia convertit en el seu pare adoptiu. Quan tenia 21 anys, la família de Cauffman es traslladà als Estats Units per raons econòmiques, personals i per tenir més oportunitats educatives. En aquest país, ingressà finalment a la carrera que ella desitjava realment estudiar. Durant tota la seva formació, Cauffman estudià i treballà per pagar-se els estudis.

## Labor a la NASA
Sandra Cauffman ha treballat en diferents missions de la NASA. Anteriorment exercia com a sotsdirectora de projecte de la Missió d'Evolució Atmosfèrica i Volàtil de Mart, treball pel qual va començar a ser àmpliament reconeguda a Costa Rica. Després va treballar com a sotsdirectora del Programa de Sistema de Satèl·lits Geoestacionaris GOES-R. Al 2016, com a sotsdirectora de la Divisió de Ciències Terrestres de l'Administració Nacional de l'Aeronàutica i de l'Espai (NASA).